# Cypraeovula volvens
Cypraeovula volvens là một loài ốc biển cowrie, và là một loài động vật thân mềm sống ở biển thuộc Lớp Chân bụng, Họ Cypraeidae (họ các loai ốc cowrie).

## Miêu tả
Vỏ hình cầu và rốn, nhẹ và dễ vỡ, nhỏ (20–23 mm). Phần lưng có màu khác nhau, màu hồng trong suốt đến tím đậm, với những đốm nâu nhỏ bên cạnh, kích thước giảm dần. Các cạnh yếu nhọn và đôi khi được cung cấp với các phần nhô ra nhỏ. Rìa màu hồng cam, khá dày, với cực trước của rìa yếu rõ ràng và rìa phía sau phát triển hơn. Thân hầu hết trong suốt, có các lề màu và hoa văn như mặt lưng; khẩu độ cong và hẹp. Rìa răng phát triển và thô. Răng columellar mỏng hơn, yếu rõ ràng, biến mất trong các cá thể bị chay hơn. Nhu động mịn hoặc với một dải đan ở sườn đẹp. Fossula khá dày, nông, với 3-4 răng phát triển tốt trong các cá thể hoàn toàn trưởng thành. Các phần mềm thường trong mờ; đầu, lớp phủ và chân màu xám kem và có các đốm đen mờ nhạt. Lớp phủ được cung cấp với nhiều nhú giống như sợi và bán trong suốt.

## Phân bố
Các kiểu mẫu và paratypes đã được nạo vét vào tháng 6 năm 2003 dưới vùng đáy đá bởi hilip J. Jooste ngoài khơi bờ biển phía đông Nam Phi, NE của Port Alfred, ở độ sâu khoảng 88–100 m.